# La Gohannière
La Gohannière è un comune francese di 127 abitanti situato nel dipartimento della Manica nella regione della Normandia.

## Società

### Evoluzione demografica
Abitanti censiti